# Foveosculum macenti
Foveosculum macenti är en stekelart som beskrevs av Pisica 1988. Foveosculum macenti ingår i släktet Foveosculum och familjen brokparasitsteklar. Inga underarter finns listade i Catalogue of Life.